# Kagimadu, Magadi
Kagimadu là một làng thuộc tehsil Magadi, huyện Ramanagara, bang Karnataka, Ấn Độ.